# Sibylle Trost

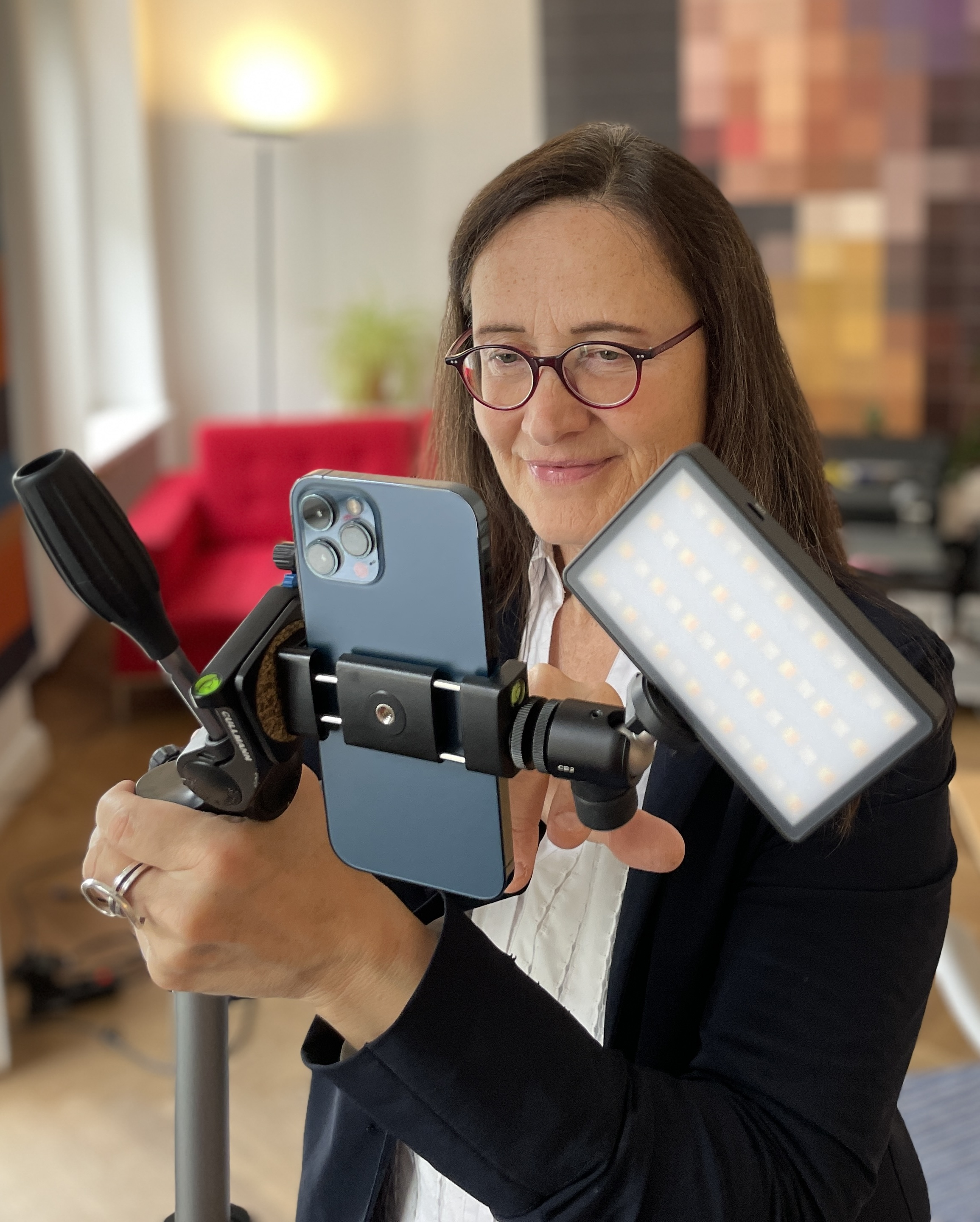
Sibylle Trost (2023)

Sibylle Trost (* 1961 in Mainz) ist eine deutsche Journalistin und Filmemacherin. Für die ZDF-Dokumentationsreihe 37 Grad hat sie als Autorin und Dokumentarfilm-Regisseurin zahlreiche Filme realisiert. Sie ist freie Autorin in Berlin u. a. der Wochenzeitung Die Zeit.

## Leben
Sibylle Trost wurde in Mainz geboren. Nach dem Studium der Politologie, Publizistik, Romanistik und Kunstgeschichte begann sie als freie Journalistin in der Redaktion Aktuelles und in der Redaktion Fernsehfilm des Senders Freies Berlin. In den Monaten des Mauerfalls berichtete sie aus Berlin und Brandenburg, auch für den Deutschlandsender Kultur. 1993 realisierte sie im Auftrag von Deutsche Welle TV die 30-Minuten-Reportage Biosphere 2 in Oracle, Arizona. Von 1995 bis 2012 verantwortete sie Buch und Regie für das ZDF Doku-Format 37 Grad mit insgesamt 24 Reportagen und Dokumentationen. Ihre 37-Grad-Reportage Meine Frau zahlt (2010) wurde gekürzt in der Kampagne Familienernährerinnen des Bundesministeriums für Familie, Senioren, Frauen und Jugend und des DGB gezeigt. Im Magazin der Wochenzeitung Die Zeit schrieb sie 2014 die Titelgeschichte Horrorspiele – Wie Spielzeug unsere Kinder verblödet.
Trost ist seit 2016 mit ihrer eigenen Firma als Smartphone Video Coach tätig und gibt Workshops zu Filmgestaltung, visuellem Storytelling und Unternehmenskommunikation.
Sibylle Trost war mit dem Journalisten Volker Panzer verheiratet, bis zu dessen Tod im Jahr 2020. Trost lebt und arbeitet in Berlin und hat eine Tochter.

## Filmografie (Auswahl)
- 1993 Die Rückkehr der Bionauten – Zwei Jahre im Glashaus, Deutsche Welle TV, Das Projekt Biosphere 2 in Arizona, USA.
- 1995 Der Mann mit dem Schinken am Hut, ZDF, 37 Grad-Reportage, Porträt des Kunstmäzens und Metzgermeisters Karl Ludwig Schweisfurth.
- 1996 Schlachtfest – oder: Die Tragik des Lebens, dass unsere Nahrung aus lauter getöteten Seelen besteht, Kurzfilm mit Karl Ludwig Schweisfurth, Film zur Ausstellung Mensch und Tier – eine paradoxe Beziehung, Deutsches Hygiene-Museum Dresden 2003.
- 1997 Animal Farm Kreuzberg, ZDF, 37 Grad-Reportage über Exotische Tiere und ihre Halter im Berliner Kiez Kreuzberg.
- 1999 Endzeitfieber – Die Propheten der letzten Tage, ZDF, 37 Grad-Reportage von Endzeitgläubigen in Deutschland.
- 1999 Ich kauf´mich glücklich. Menschen im Konsumrausch, ZDF, 37 Grad-Reportage zum Thema Kaufrausch.
- 1999 Die Rattenfänger. Mit den Kammerjägern durch Berlin, ZDF, Die Reportage zu Kammerjägern auf Rattenfang.
- 1999 Volle Lippen, flacher Bauch. Von Menschen, die sich schöner machen lassen, ZDF, 37 Grad-Reportage zur Schönheitschirurgie.
- 2000 Um Kopf und Zahl. Menschen im Ziffernrausch, ZDF, 37 Grad-Reportage zum Thema Numerologie.
- 2000 Körperfieber. 48 Stunden auf der Loveparade, ZDF, 37 Grad-Reportage zur Loveparade 2000.
- 2000 Im Reich der Frauen. Shopping-Partys in Deutschland, ZDF, 37 Grad-Reportage über Verkaufspartys von Kerzen, Dessous, Faltencreme.
- 2001 Junger Mann-Neues Glück. Wenn Frauen andere Wege gehen, ZDF, 37 Grad-Reportage zu älteren Frauen mit jüngeren Männern.
- 2002 Auf und davon. Wenn Mütter ihre Familie verlassen, ZDF, 37 Grad-Reportage über sogenannte Rabenmütter.
- 2002 Wenn alle Dämme brechen. Menschen in der Flut, ZDF, Sondersendung zur Hochwasser-Katastrophe 2002.
- 2003 Schlaflos um Mitternacht, ZDF, Pilotsendung zum Thema Lebenshilfe.
- 2003 Die Köchin, die Putzfrau und der Wachmann – Arbeit ist das ganze Leben!, ZDF, 37 Grad-Reportage zu 5-Euro-Jobs.
- 2004 Suche Arbeit – grenzenlos! Deutsche als Gastarbeiter, ZDF, 37 Grad-Reportage von deutschen Auswanderern.
- 2004 Halbe Familie – Volles Programm. Wie Alleinerziehende sich durchs Leben kämpfen, ZDF, Dokumentation.
- 2005 Das Vier-Generationen-Haus – Was Großfamilien zusammen hält, ZDF, 37 Grad-Reportage der Familie Melsheimer aus Reil.
- 2006 Feierabend abgeschafft! Von Multijobbern und Megapendlern, ZDF, 37 Grad-Reportage der Fleißigen Deutschlands.
- 2006 Immer gut drauf! Ohne Lächeln – kein Job, ZDF, 37 Grad-Dokumentation zur Emotionsarbeit der Dienstleister.
- 2007 Immer schick ins KaDeWe – Ein Kaufhaus wird zur Legende, ZDF, Dokumentation zum 100. Geburtstag des KaDeWe.
- 2007 Familienleben XXL – Fünf Generationen unter einem Dach, ZDF, 37 Grad-Reportage über Generationen-Häuser.
- 2008 Süße Mädels – Starke Frauen. Ein Stammtisch hält zusammen, ZDF, 37 Grad-Reportage über Freundinnen.
- 2009 Mona-Leben mit der Schmetterlingskrankheit, ZDF, Menschen – das Magazin.
- 2009 Traumjob Kassiererin. Vom Lächeln am laufenden Band, ZDF, 37 Grad-Reportage zu Frauen an der Kasse.
- 2009 Alles Schrott! Menschen, die vom Trödel leben, ZDF, 37 Grad-Reportage über Schrottverwerter und Trödler.
- 2010 Meine Frau zahlt, ZDF, 37 Grad-Reportage zu den Themen Hausmann und Familienernährerinnen.
- 2011 Großfamilie ahoi! Mit neun Kindern auf dem Rhein, ZDF, 37 Grad-Reportage der Binnenschiffer Familie Mnich.
- 2011 Traumfrau für Vater gesucht – Die Kinder entscheiden mit, ZDF, 37 Grad-Reportage zum Thema Partnersuche.
- 2012 Leben im Schleudergang-Arm und Reich im Waschsalon, ZDF, 37 Grad-Reportage aus Freddy-Leck-sein-Waschsalon.